# Lee Chan-myung
Dans ce nom coréen, le nom de famille, Lee, précède le nom personnel.
Lee Chang-myung, né le 2 janvier 1947, est un footballeur international nord-coréen.

## Carrière
Lee fait partie de l'équipe de Corée du Nord qui participe à la coupe du monde 1966. Les Nord-Coréens se qualifient pour les quarts de finale et s'inclinent face au Portugal. Le gardien de but revient en compétition officielle lors des qualifications de la coupe du monde 1974 où il dispute trois matchs.